# 滨海镇 (温岭市)
滨海镇，是中国浙江省台州市温岭市下属的一个镇，地处温岭市东北部，东部临海，与新河镇、箬横镇和台州市路桥区接壤，面积58平方公里，下辖60个居委会和行政村，人口7.3万人。该镇2001年由原横河镇、新街镇和镇海乡等组建而成。